# Zesdaagse van Antwerpen
De Zesdaagse van Antwerpen is een voormalige jaarlijkse wielerwedstrijd die teruggaat tot het jaar 1934. Deze eerste zesdaagse werd gewonnen door de Nederlanders Jan Pijnenburg en Cor Wals. De zesdaagse heeft 55 edities gekend, werd vanaf 1934 georganiseerd met onderbrekingen tijdens de Tweede Wereldoorlog en de jaren 1984 tot 1986 en voor het laatst gehouden in 1994.
De zesdaagse van Antwerpen werd gehouden in het Antwerps Sportpaleis in Merksem op een houten indoorbaan, aanvankelijk 132 m lang, na een reconstructie in 1968 kreeg deze een lengte van 250 m.
Recordwinnaar is de Nederlander Peter Post met 11 overwinningen, waarvan 5 in achtereenvolgende jaren.

## Lijst van winnende koppels
| Jaar   | Koppel                                                                    |
| ------ | ------------------------------------------------------------------------- |
| 1994   | Etienne De Wilde (Bel) – Jens Veggerby (Den)                              |
| 1993   | Etienne De Wilde (Bel) – Kostantine Khrabtzov (Rus)                       |
| 1992   | Stan Tourné (Bel) – Jens Veggerby (Den)                                   |
| 1991   | Etienne De Wilde (Bel) – Rudy Dhaenens (Bel)                              |
| 1990   | Etienne De Wilde (Bel) – Eric Vanderaerden (Bel)                          |
| 1988   | Etienne De Wilde (Bel) – Stan Tourné (Bel)                                |
| 1987   | Danny Clark (Aus) – Etienne De Wilde (Gbr)                                |
| 1983   | René Pijnen (Ned) – Stan Tourné (Bel)                                     |
| 1982   | Patrick Sercu (Bel) – Roger De Vlaeminck (Bel)                            |
| 1981   | René Pijnen (Ned) – Alfons De Wolf (Bel)                                  |
| 1980   | René Pijnen (Ned) – Roger De Vlaeminck (Bel) – Wilfried Peffgen (Dui)     |
| 1979   | René Pijnen (Ned) – Albert Fritz (Dui) – Michel Vaarten (Bel)             |
| 1978   | Danny Clark (Aus) – Freddy Maertens (Bel)                                 |
| 1977   | Patrick Sercu (Bel) – Freddy Maertens (Bel)                               |
| 1976   | Patrick Sercu (Bel) – Eddy Merckx (Bel)                                   |
| 1975   | Patrick Sercu (Bel) – Eddy Merckx (Bel)                                   |
| 1974   | Patrick Sercu (Bel) – Eddy Merckx (Bel)                                   |
| 1973   | René Pijnen (Ned) – Leo Duyndam (Ned) – Gerard Koel (Ned)                 |
| 1972   | René Pijnen (Ned) – Leo Duyndam (Ned) – Theofiel Verschueren (Bel)        |
| 1971   | René Pijnen (Ned) – Peter Post (Ned) – Leo Duyndam (Ned)                  |
| 1970   | Peter Post (Ned) – René Pijnen (Ned)                                      |
| 1969   | Peter Post (Ned) – Patrick Sercu (Bel) – Rik Van Looy (Bel)               |
| 1968   | Emile Severeyns (Bel) – Sigi Renz (Dui) – Theofiel Verschueren (Bel)      |
| 1967   | Peter Post (Ned) – Jan Janssen (Ned) – Fritz Pfenninger (Zwi)             |
| 1966   | Peter Post (Ned) – Jan Janssen (Ned) – Fritz Pfenninger (Zwi)             |
| 1965   | Peter Post (Ned) – Jan Janssen (Ned) – Klaus Bugdahl (Dui)                |
| 1964   | Peter Post (Ned) – Noël Foré (Bel) – Fritz Pfenninger (Zwi)               |
| 1963   | Rik Van Steenbergen (Bel) – Leo Proost (Bel) – Palle Lykke (Den)          |
| 1962   | Peter Post (Ned) – Rik Van Looy (Bel) – Oskar Plattner (Zwi)              |
| 1961   | Peter Post (Ned) – Rik Van Looy (Bel) – Willy Vannitsen (Bel)             |
| 1960   | Peter Post (Ned) – Gerrit Schulte (Ned) – Jan Plantaz (Ned)               |
| 1959-2 | Peter Post (Ned) – Gerrit Schulte (Ned) – Klaus Bugdahl (Dui)             |
| 1959-1 | Jo de Roo (Ned) – Noël Foré (Bel)                                         |
| 1958   | Rik Van Steenbergen (Bel) – Reginald Arnold (Aus) – Emile Severeyns (Bel) |
| 1957   | Ferdinando Terruzzi (Ita) – Reginald Arnold (Aus) – Willy Lauwers (Bel)   |
| 1956   | Stan Ockers (Bel) – Rik van Steenbergen (Bel) – Jean Roth (Zwi)           |
| 1955   | Stan Ockers (Bel) – Rik van Steenbergen (Bel)                             |
| 1954   | Gerrit Schulte (Ned) – Gerard Peters (Ned)                                |
| 1953   | Oskar Plattner (Zwi) – Achiel Bruneel (Bel)                               |
| 1952   | Alfred Strom (Aus) – Reginald Arnold (Aus)                                |
| 1951   | Alfred Strom (Aus) – Reginald Arnold (Aus)                                |
| 1950   | Rik Van Steenbergen (Bel) – Achiel Bruneel (Bel)                          |
| 1949   | Gerrit Schulte (Ned) – Gerrit Boeijen (Ned)                               |
| 1948   | René Adriaenssens (Bel) – Albert Bruylandt (Bel)                          |
| 1947   | Achiel Bruneel (Bel) – Omer De Bruycker (Bel)                             |
| 1940   | Gerrit Schulte (Ned) – Gerrit Boeijen (Ned)                               |
| 1939   | Albert Buysse (Bel) – Albert Billiet (Bel)                                |
| 1938   | Albert Buysse (Bel) – Albert Billiet (Bel)                                |
| 1937   | Jan Pijnenburg (Ned) – Frans Slaats (Ned)                                 |
| 1936   | Alfred Hamerlinck (Bel) – Camiel Dekuysscher (Bel)                        |
| 1935   | Learco Guerra (Ita) – Adolphe Van Nevele (Bel)                            |
| 1934   | Jan Pijnenburg (Ned) – Cor Wals (Ned)                                     |